# Linha de Costa a Costa
A Linha de Costa a Costa (em sueco: Kust till kust-banan; com a sigla KtK) é uma via férrea que atravessa diagonalmente o sul da Suécia, ligando Gotemburgo a Kalmar e Karlskrona.                                                                                           

Tem uma extensão de 390 km, em via única, e está completamente eletrificada.                                                                                               

Cruza a Linha Meridional em Alvesta, um importante nó ferroviário do sul da Suécia, e bifurca-se em Emmaboda, com um ramo para Kalmar e outro para Karlskrona.

## Itinerário
A linha atravessa as cidades:

- Gotemburgo
- Borås
- Värnamo
- Alvesta
- Växjö
- Emmaboda
- Kalmar
- Karlskrona

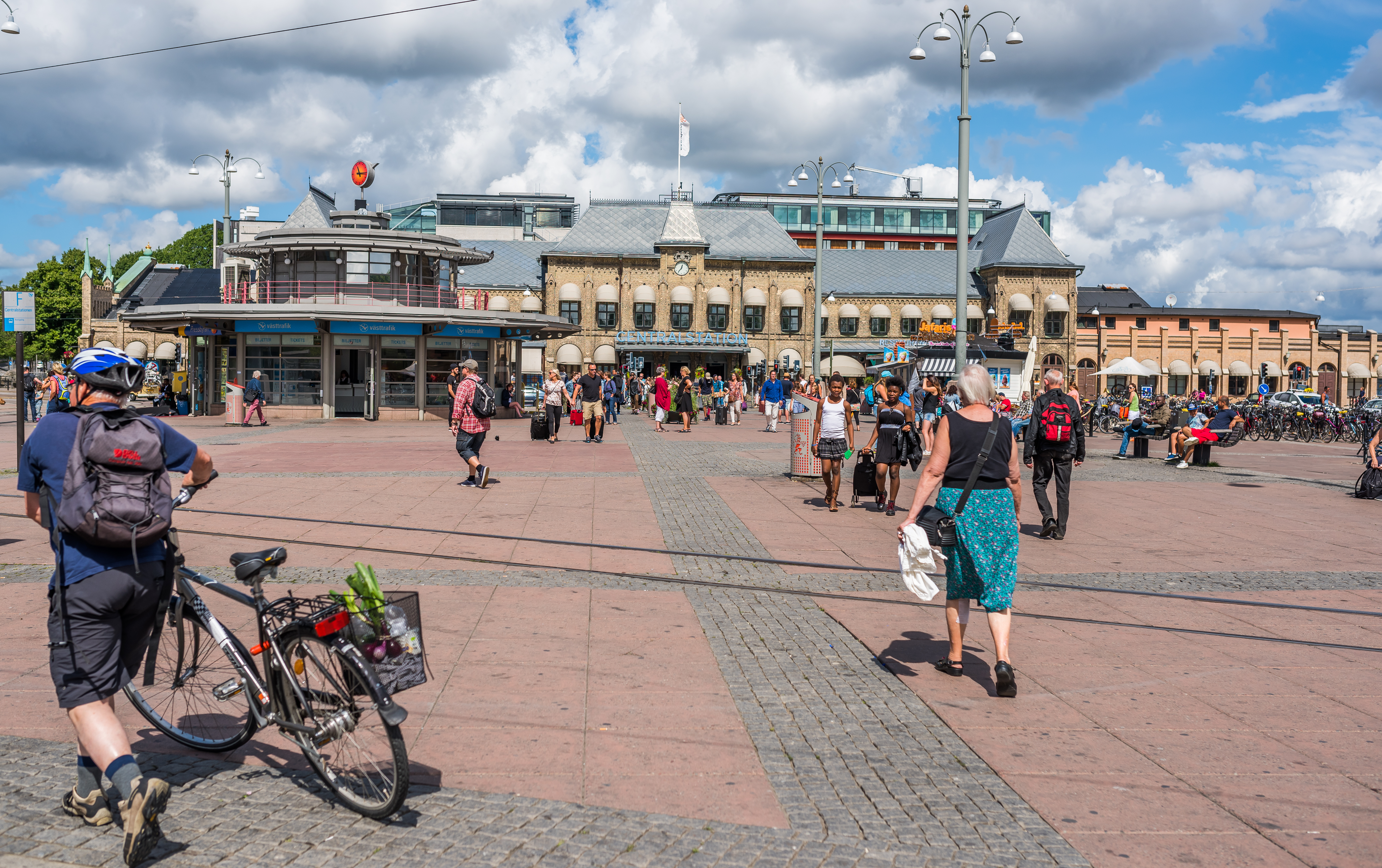
Estação central de Gotemburgo
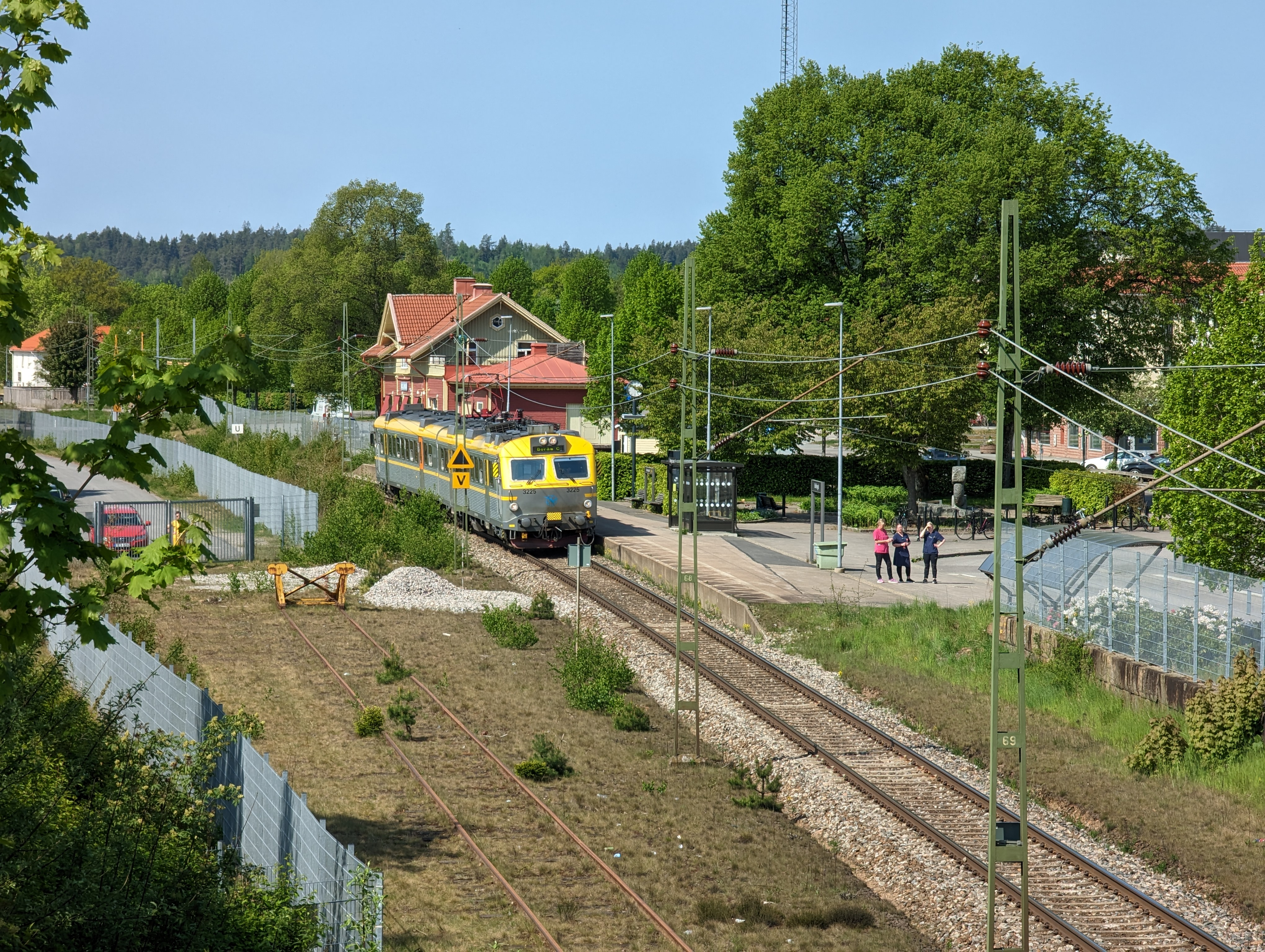
Estação de Bollebygd
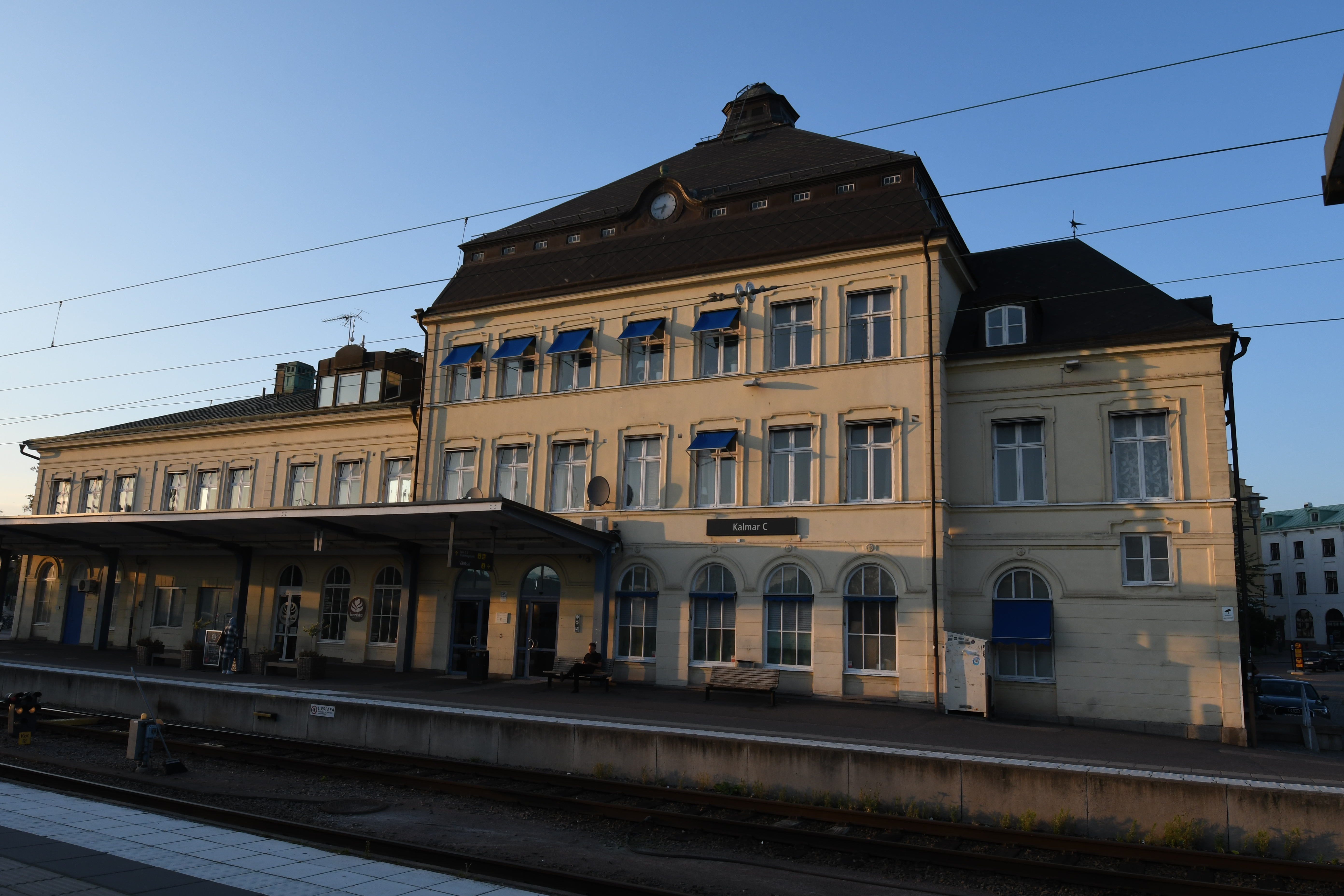
Estação central de Kalmar
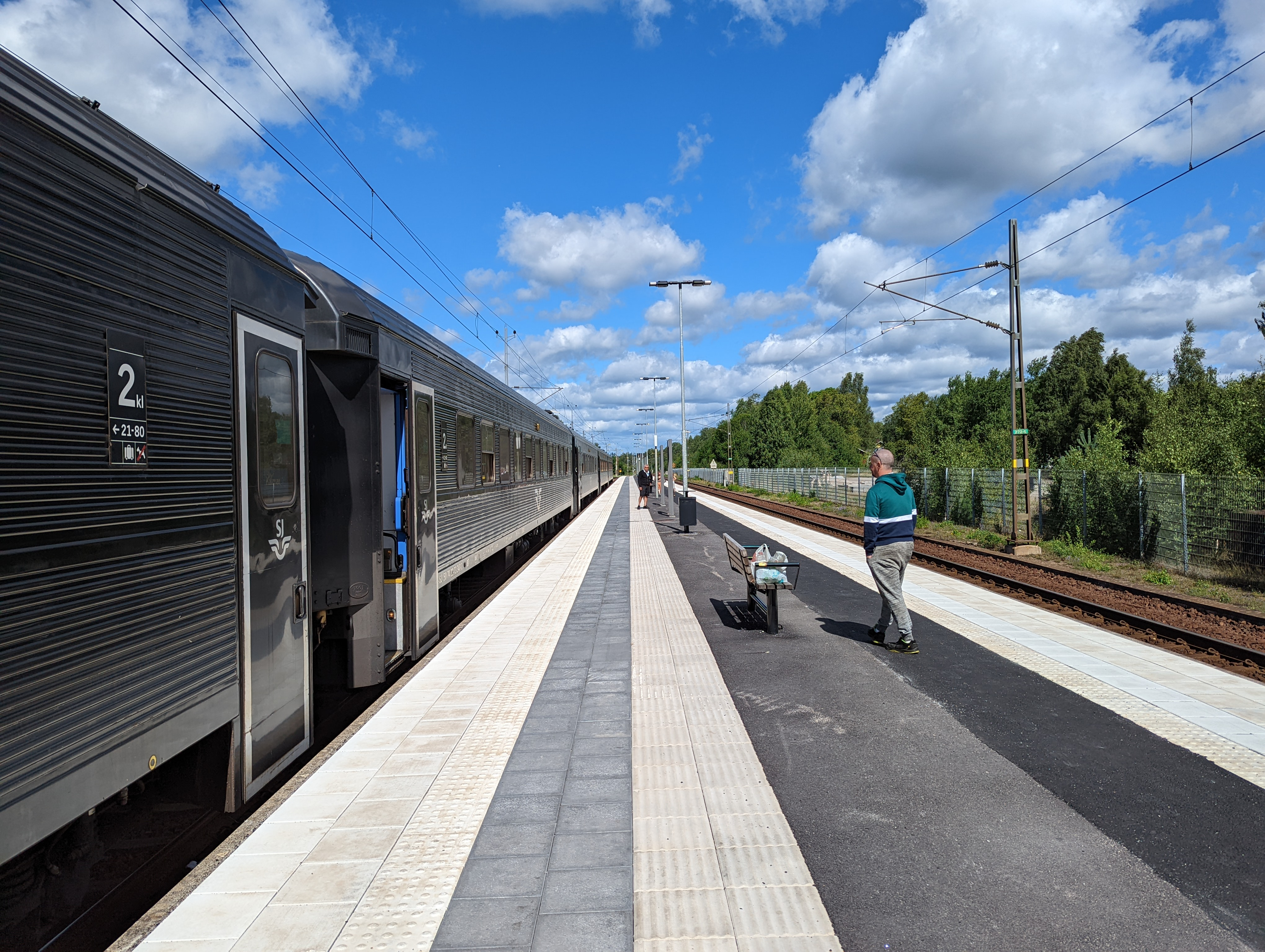
Paragem em Lessebo